# جيليكو ليليك
جيليكو ليليك (مواليد 9 فبراير 1962 في غورايد، البوسنة والهرسك) مجرم حرب من صرب البوسنة والهرسك كان أول فرد اتهم بارتكاب جرائم اغتصاب جماعي كانت سمة من سمات طرد البوشناق (المسلمين البوسنيين) من بلدة فيزيغراد كجزء من الحملة الاستراتيجية للتطهير العرقي التي نفذت في وادي درينا في الأيام الأولى لحرب البوسنة والهرسك.

## السيرة الشخصية
شارك ليليك في الهجمات الواسعة النطاق والمنهجية على المدنيين البوسنيين التي نفذتها القوات الصربية البوسنية بمساعدة الجماعات شبه العسكرية من صربيا المجاورة في فيزيغراد بين أبريل ويونيو 1992. اختفى حوالي 4000 مسلم من فيزيغراد. كان ليليك وهو شرطي عضو في المجموعة التي يقودها مجرما الحرب ميلان لوكيتش وميتار فاسيلييفيتش وكلاهما أدانتهما المحكمة الجنائية الدولية ليوغوسلافيا السابقة في لاهاي ببعض من أفظع الجرائم التي ارتكبت خلال حرب البوسنة والهرسك.
أدين ليليك بالمشاركة في اضطهاد البوشناق (المسلمين البوسنيين) والحرمان الشديد من الحرية والاعتداءات الجنسية الجسيمة والتهجير القسري للسكان في حملة تم خلالها اختطاف رجال مسلمين بوسنيين من منازلهم وأماكن عملهم وتم اعتقالهم وقتلهم بينما تم نقل النساء إلى معسكر حيث تم تعذيبهن واغتصابهن.
في أبريل 1992 اغتصب ليليك ولوكيتش امرأة مسلمة مرارا وتكرارا في فندق فيلينا فلاس في ضواحي فيزيغراد. في يونيو 1992 أجبر ليليك امرأة مسلمة محتجزة في فيلينا فلاس على «تزويده بخدمات جنسية». في مايو ويونيو 1992 قام ليليك وجنود ورجال شرطة آخرون من صرب البوسنة والهرسك باختطاف رجال مسلمين من منازلهم بالقرب من فيسيغراد وسجنهم. قاموا بنهب وهدم منازل الرجال. خلال إحدى عمليات السطو والاختطاف أجبر ليليك امرأة مسلمة ووالدة زوجها البالغة من العمر 80 عام والتي كانت طريحة الفراش على خلع ملابسهما لإثبات عدم وجود نقود معهم. أزرا عثماناغيتش شاهد إثبات إحدى مجموعة نساء فيزيغراد تم نقلهن قسرا إلى الأراضي التي تسيطر عليها الحكومة البوسنية واختطف زوجها وقتل لاحظت أن ليليك «نشأ معنا وذهب إلى المدرسة معنا وعاش معنا وفعل مثل هذه الأشياء الفظيعة».
غضبت عثماناغيتش وآخرون من حكم المحكمة بعد أن رفضت هيئة المحاكمة التهم الموجهة إلى ليليك بقطع الرأس مرتين وثلاث عمليات قتل في مايو 1992 وكذلك تهمة قتل المرأتين والرضيع عند جسر محمد باشا سوكولوفيتش والاستئناف وأكدت المحكمة تبرئة ليليك. وجدت محكمة الاستئناف أن لائحة الاتهام المعدلة التي أغفلت الأفعال الإجرامية ذات الصلة المشار إليها في لائحة الاتهام السابقة تشير إلى أن النيابة العامة أسقطت هذه التهم وأن ذلك قد تم تأكيده صراحة وشفهيا أمام المحكمة.
في 23 مايو 2008 أدين ليليك وحكم عليه بالسجن 13 عام. في 12 يناير 2009 قامت محكمة الاستئناف بتعديل الحكم الابتدائي ووجدت ليليك مذنبا بارتكاب جرائم ضد الإنسانية وحكم عليه بالسجن 16 عام.